# Списак министара правде Југославије
Министарство правде Југославије се односи на министарства правде која су била одговорна за правосудни систем Краљевине Југославије од 1918 до 1945 и комунистичке СФРЈ од 1945 до 1992. Он такође може да се односи на министарства правде за СРЈ између 1992 и 2003.

## Списак министара

### Краљевина СХС/Југославија (1918-1945)
| Име и презиме                         | Слика            | Странка                                                              | Почетак мандата  | Крај мандата     | Датум рођења и смрти |
| ------------------------------------- | ---------------- | -------------------------------------------------------------------- | ---------------- | ---------------- | -------------------- |
| Марко Ђуричић                         |                  | Народна радикална странка                                            | 1 децембар 1918  | 20 децембар 1918 |                      |
| Марко Трифковић                       |                  | Народна радикална странка                                            | 20 децембар 1918 | 16 август 1919   | 1864–1928            |
| Коста Тимотијевић                     |                  | Демократска странка (Југославија)                                    | 16 август 1919   | 19 фебруар 1920  |                      |
| Момчило Нинчић                        |                  | Народна радикална странка                                            | 19 фебруар 1920  | 31 март 1920     | 1876–1949            |
| Душан Пелеш                           |                  | Народна радикална странка                                            | 31 март 1920     | 16 мај 1920      |                      |
| Марко Трифковић                       |                  | Народна радикална странка                                            | 16 мај 1920      | 1 јануар 1921    | 1864–1928            |
| Марко Ђуричић                         |                  | Народна радикална странка                                            | 1 јануар 1921    | 24 децембар 1921 |                      |
| Лазар Марковић                        |                  | Народна радикална странка                                            | 24 децембар 1921 | 1 мај 1923       | 1882–1955            |
| Нинко Перић                           |                  | Народна радикална странка                                            | 1 мај 1923       | 21 мај 1924      | 1886–1961            |
| Првислав Грисогоно                    |                  | Самостална демократска странка                                       | 21 мај 1924      | 28 јул 1924      | 1879–1969            |
| Хамид Храсница                        |                  | Југословенска муслиманска организација                               | 28 јул 1924      | 6 новембар 1924  |                      |
| Едо Лукинић                           |                  | Самостална демократска странка                                       | 6 новембар 1924  | 29 април 1925    |                      |
| Марко Ђуричић                         |                  | Народна радикална странка                                            | 29 април 1925    | 30 јануар 1927   |                      |
| Милан Сршкић                          |                  | Народна радикална странка                                            | 1 фебруар 1927   | 17 април 1927    | 1880–1937            |
| Душан Суботић                         |                  | Народна радикална странка                                            | 17 април 1927    | 23 фебруар 1928  |                      |
| Милорад Вујичић                       |                  | Народна радикална странка                                            | 23 фебруар 1928  | 7 јануар 1929    |                      |
| Милан Сршкић                          |                  | Југословенска национална странка                                     | 7 јануар 1929    | 1 јануар 1931    | 1880–1937            |
| Димитрије Љотић                       |                  | Југословенска национална странка                                     | 16 фебруар 1931  | 28 јун 1931      | 1891–1945            |
| Драгутин С. Којић                     |                  | Југословенска национална странка                                     | 1 јул 1931       | 4 април 1932     |                      |
| Божидар Максимовић                    |                  | Југословенска национална странка                                     | 4 април 1932     | 3 јул 1932       | 1886–1969            |
| Илија Шуменковић                      |                  | Југословенска национална странка                                     | 3 јул 1932       | 5 новембар 1932  |                      |
| Божидар Максимовић                    |                  | Југословенска национална странка                                     | 5 новембар 1932  | 22 децембар 1934 | 1886–1969            |
| Драгутин С. Којић                     |                  | Југословенска национална странка / Југословенска радикална заједница | 22 децембар 1934 | 24 јун 1935      |                      |
| Људевит Ауер                          |                  | Југословенска радикална заједница                                    | 24 јун 1935      | септембар 1935   |                      |
| Миле Мишкулин                         |                  | Југословенска радикална заједница                                    | септембар 1935   | 7 март 1936      | 1873–1953            |
| заступник министра Драгиша Цветковић  |                  | Југословенска радикална заједница                                    | 7 март 1936      | 1936             | 1893–1969            |
| Никола Суботић                        |                  | Југословенска радикална заједница                                    | 1936             | 4 октобар 1937   |                      |
| Милан Симоновић                       |                  | Југословенска радикална заједница                                    | 4 октобар 1937   | 5 фебруар 1939   |                      |
| Виктор Ружић                          |                  | Непартијска личност                                                  | 5 фебруар 1939   | 26 аугуст 1939   | 1893–1976            |
| Лазар Марковић                        |                  | Југословенска радикална заједница                                    | 26 аугуст 1939   | март 1941        | 1882–1955            |
| Михаило Константиновић                |                  | Југословенска радикална заједница                                    | март 1941        | 27 март 1941     | 1897–1982            |
| Божидар Марковић (у егзилу од априла) |                  | Демократска странка (Југославија)                                    | 27 март 1941     | 21 октобар 1941  | 1874–1946            |
| Слободан Јовановић (у егзилу)         |                  |                                                                      | 21 октобар 1941  | 1 јануар 1942    | 1869–1958            |
| Милан Гавриловић (у егзилу)           | Милан Гавриловић |                                                                      | 1 јануар 1942    | 26 јун 1943      |                      |
| Никола Мирошевић-Сорго (у егзилу)     |                  |                                                                      | 26 јун 1943      | 10 аугуст 1943   | 1885–1966            |
| Владета Милићевић (у егзилу)          |                  |                                                                      | 10 аугуст 1943   | 8 јул 1944       |                      |
| Драго Марушић (у егзилу)              |                  | Непартијска личност                                                  | 8 јул 1944       | 7 март 1945      | 1884–1975            |

### СФР Југославија (1945-1992)
| Име и презиме    | Слика | Странка                                                                                   | Почетак мандата | Крај мандата    | Датум рођења и смрти |
| ---------------- | ----- | ----------------------------------------------------------------------------------------- | --------------- | --------------- | -------------------- |
| Frane Frol       |       | Хрватска сељачка странка / Комунистичка партија Југославије / Савез комуниста Југославије | 7 март 1945     | 14 јануар 1953  | 1899–1989            |
| Arnold Rajh      |       | Савез комуниста Југославије                                                               | 30 јун 1963     | 12 март 1965    | 1907–                |
| Milorad Zorić    |       | Савез комуниста Југославије                                                               | 12 март 1965    | 18 мај 1967     | 1913–                |
| Boris Šnuderl    |       | Савез комуниста Југославије                                                               | 30 јул 1971     | 3 децембар 1971 | 1926–                |
| Mugbil Bejzat    |       | Савез комуниста Југославије                                                               | 3 децембар 1971 | 17 мај 1974     | 1932–                |
| Ivan Franko      |       | Савез комуниста Југославије                                                               | 17 мај 1974     | 16 мај 1978     | 1922–                |
| Luka Banović     |       | Савез комуниста Југославије                                                               | 16 мај 1978     | 16 мај 1982     | 1926–2006            |
| Borislav Krajina |       | Савез комуниста Југославије                                                               | 16 мај 1982     | 16 мај 1986     | 1930–                |
| Petar Vajović    |       | Савез комуниста Југославије                                                               | 16 мај 1986     | 16 март 1989    | 1930-2012            |
| Vlado Kambovski  |       | Савез комуниста Југославије                                                               | 16 март 1989    | 14 јул 1992     | 1948–                |

### СР Југославија (1992-2003)
| Име и презиме       | Слика | Странка                                                                              | Почетак мандата   | Крај мандата      | Датум рођења и смрти |
| ------------------- | ----- | ------------------------------------------------------------------------------------ | ----------------- | ----------------- | -------------------- |
| Tibor Várady        |       | Непартијска личност                                                                  | 14 јул 1992       | 2 март 1993       | 1939–                |
| Zoran Stojanović    |       | Непартијска личност                                                                  | 2 март 1993       | 15 септембар 1994 | 1947–                |
| Uroš Klikovac       |       | Демократска партија социјалиста Црне Горе                                            | 15 септембар 1994 | 12 јун 1996       | 1935–2004            |
| Vladimir Krivokapić |       | Демократска партија социјалиста Црне Горе                                            | 12 јун 1996       | 20 март 1997      | 1940–2010            |
| Zoran Knežević      |       | Демократска партија социјалиста Црне Горе / Социјалистичка народна партија Црне Горе | 20 март 1997      | 12 август 1999    | 1948–                |
| Петар Јојић         |       | Српска радикална странка                                                             | 12 август 1999    | 4 новембар 2000   | 1938–                |
| Момчило Грубач      |       | Демократски центар (Србија)                                                          | 4 новембар 2000   | 24 јул 2001       | 1940–                |
| Саво Марковић       |       | Народна странка (Црна Гора)                                                          | 24 јул 2001       | 17 март 2003      | 1955–                |